# Експериментална психология
Експерименталната психология е клон на психологията, който подлага на експериментиране фактите, познати от наблюдението, с цел тяхната верификация и извеждането на закони. Херман Ебингхаус доказва съществуването на определени закони, отнасящи се до ученето и паметта, като дава на субекти да заучават серии от безсмислени срички. От своя страна, манипулирайки само една променлива (присъствието на майката), Рене Шпиц разкрива неблагоприятното влияние на ранната афективна недостатъчност. Почти всички психични факти могат да бъдат изследвани научно. Но експерименталната психология се натъква на препятствия от морален характер (върху човека не може свободно да се експериментира). За да ги преодолее, тя прибягва до зоопсихологията. Използвайки бели мишки, Уордън изучава силата на влеченията (майчинското чувство е по-силно от жаждата, която е по-силна от глада). Експерименталната психология се стреми да изведе общите закони, на които е подвластен всеки индивид, за да открои по-добре специфичното, несводимото към нищо познато, което го отличава от другите индивиди.